# 愛知県立知立東高等学校
愛知県立知立東高等学校（あいちけんりつ ちりゅうひがし こうとうがっこう）は、愛知県知立市にある普通科の県立高校。

## 概要
愛知県内で3番目に新しい高等学校。開校から2016年（平成28年）まで30年近くの間、県内で最も新しい公立高校であった。1学年の募集学級は2015年（平成27年）度より9学級（360名）。
創立以来三河学区からのみの生徒進学だったが、2007年（平成19年）度より調整特例で尾張学区の大府市、豊明市、知多郡東浦町からの進学者を受け入れることになった。
地元では知東（ちとう）と略される。

## 沿革
- 1986年（昭和61年） - 開校。
- 1988年（昭和63年） - プール竣工。
- 1990年（平成2年） - バレーコート（2面）完成。
- 1991年（平成3年） - 弓道場竣工。
- 2007年（平成19年） - 調整特例で尾張学区の大府市、豊明市、知多郡東浦町からの進学者を受け入れを開始。
- 2015年（平成27年） - 開校30周年。
- 2025年（令和7年）- 開校40周年。

## 基礎データ

### 所在地
愛知県知立市長篠町大山18-6
- 名鉄名古屋本線・牛田駅から徒歩で約13分、知立駅から徒歩で約21分、三河線・三河知立駅から徒歩で約15分。
- JR東海道本線・東刈谷駅から自転車で約20分。

### 象徴
- 校訓 - 「努力 -継続は力-」
- スクールカラー - ブルー
- 校歌 - 知立東高等学校校歌（作詞：安藤靖彦、作曲：岡坂慶紀）
- 校章 - 愛知県花であるかきつばたの3つの花弁を図案化したもの。中央に「高」の文字を配置。

### 制服
明るい紺色で、男女共にブレザー。 女子のスカートはボックスプリーツである。
リボン、ネクタイは共通の学年カラーが設定されている。3n-1回生が青、3n回生がえんじ、3n+1回生が緑であり、それぞれ自然、空、大地をあらわしている。

### 教育目標
「未来の要請に応え、知・徳・体の調和のとれた活力のある人間の育成を期す」とし、以下に示すような人間像の具現に努めている。
1. 努力を惜しまず　たゆみなく学ぶ人間
2. 礼節をわきまえ　ゆたかな心をもつ人間
3. 苦難に耐え　たくましく生きる人間

## 施設
- プール - 公立高校では珍しい50mプールが設置されている。

## 学校関係者

### 歴代校長
1. 服部竹也（1986年度）
2. 足立駿（1987年度 - 1989年度）
3. 中根正美（1990年度 - 1992年度）
4. 石川卓平（1993年度 - 1996年度）
5. 村田久芳（1997年度 - 2001年度）
6. 橋倉政文（2002年度 - 2006年度）
7. 杉浦慶一郎（2007年度 - 2009年度） - 愛知教育大学副学長・理事、愛知県総合教育センター所長、愛知県立岡崎高等学校校長
8. 梅藤仁志（2010年度 - 2011年度） - 愛知淑徳大学教授、愛知県立豊橋東高等学校校長
9. 日比孝志（2012年度 - 2014年度） - 愛知県立宝陵高等学校校長
10. 城ヶ谷和広（2015年度 - 2016年度） - 愛知県立昭和高等学校校長、愛知埋蔵文化財センター調査課長
11. 畔柳敏行（2017年度 - 2019年度）
12. 川澄誠（2020年度 - 2022年度） - 愛知県立御津高等学校校長
13. 渡辺喜長（2023年度 - 現職）

### 著名な卒業生
- 尾嶋直哉[1] - 俳優、歌手。
- 中西優香[1] - 声優、女優。アイドルグループ「SKE48」元メンバー。

## 部活動
原則として第1学年の生徒は全員部活動に登録しなければならない。特記がされていないものについては男女。ただしマネージャーがいる場合もある。

### 運動部
- 野球（男子）
- 陸上
- 水泳 - 10年以上連続で東海大会出場。インターハイ出場経験あり。強豪。
- ハンドボール (男子・女子)
- サッカー（男子）
- ソフトボール（女子）
- 硬式テニス
- 卓球
- バスケットボール (男子・女子)
- バレーボール (男子・女子)
- バドミントン（女子）
- 弓道
- 剣道
- 体操 - 県大会出場常連。
- 新体操（女子）

### 文化部
- 吹奏楽
- 数学
- 家庭
- 美術
- 茶華道
- 放送
- 囲碁将棋
- 自然科学

### 同好会
- 文芸

## 生徒会

### 執行部
- 会長（1名）
- 副会長（1名）
- 書記（2名）
- 会計（2名）

### 生徒議会
- 議長（1名）
- 副議長（1名）
- 書記（2名）
- 議員（各ホームルーム正副室長）

### その他の各種委員会
- 書記
- 会計
- 保健
- 体育
- 美化
- 図書
- 校風
- 学習
- 福祉
- 放送
- 修学旅行（2年のみ・通年）
- アルバム（3年のみ・通年）

## 学校行事

### 主な日程

#### 前期
- 4月 - 離任式、入学式、対面式、始業式、新入生歓迎会、オリエンテーション合宿（1年）
- 5月 - PTA総会、1学期中間考査、体力テスト･身体測定（丸1日かけて全学年が身体測定、視力聴力テスト、体力テストなど全てを行う）、進路講演会
- 6月 - 知立東のつどい、1学期末考査
- 7月 - 大学研究（2年）、地域研究（3年）、保護者会、終業式、夏期補習
- 8月 - 夏期補習、オープンスクール
- 9月 - 始業式、避難訓練

#### 後期
- 10月 - 修学旅行（2年）、職場体験（1年）、遠足（3年）、2学期中間考査
- 11月 - 薬物乱用防止講座、芸術鑑賞会、校内読書週間、2学期末考査
- 12月 - 保護者会、終業式、冬季補習
- 1月 - 始業式、学年末考査（3年）
- 2月 - 学年末考査（1、2年）
- 3月 - 卒業証書授与式、球技大会（1、2年）、修了式

※ このほか、2006年（平成18年）度までは3年生を対象とした学習合宿を夏休みにおこなっていた。

### 知立東のつどい
毎年6月に開催される大規模な行事の通称。1日目に文化祭、2日目に体育大会が行われる。それぞれの学年は縦割りで団編成をして戦う。
元々は文化的行事、体育的行事という名称であったが、名前が堅いなどの理由から2017年度より生徒会執行部と特別活動部が現在の文化祭、体育大会に改称。
生徒は、応援、パネル・団旗、合唱、団発表の4つのいずれかに属する(3年のみ総合団長・総合副団長・会計の役職が存在)。
3年生は約1ヶ月前から団役職の決定や企画書の提出などの準備をし、1学期中間考査が終了すると3学年の全体の初顔合わせとなる結団式を経て、それぞれが放課後･休日などに準備を行い、つどい当日を迎える。

#### 文化祭
- 合唱 - 音楽教員と各団の合唱担当教員が審査し順位が決まる。
- 団発表 - 団が劇やゲームなどの出し物を各教室で開催し、それを体験・見学する。教員・生徒の投票で順位が決まる。
- 部活動発表 - 各文化部が団発表と同様に教室で出し物を開催・展示。吹奏楽部については開会式後に舞台上で演奏する。
- 有志発表 - 毎年、数組がバンド演奏、漫才、ダンスなどを行う。事前に生徒会による予選がある。
- 団旗展示 - 開会式等のメイン会場となる体育館後方の壁に貼って展示。各団のパネル・団旗担当教員が審査し、順位が決まる。

#### 体育大会
- レク競技 - リレー、短距離競走、障害物競争、走り高跳び、大縄跳び、綱引きなど。
- 応援競技 - 5分間の時間内で、演舞を行う。扇子や旗などを用いても良い。校長と各団の応援担当教員が審査し、順位が決まる。
- パネル展示 - 各団の待機場所前方に展示。横幅約5メートルのベニヤ板に、団カラーからイメージされるイラストなどを描く。各団のパネル・団旗担当教員が審査し、順位が決まる。

### その他の特筆すべき行事

#### 修学旅行
2年生の10月に行われる。近年の行き先は広島で、原爆ドーム、平和記念資料館、厳島神社などを見学。

#### 芸術鑑賞会
毎年、11月に刈谷市総合文化センターなどで行われる。演劇・音楽・古典的芸術をそれぞれ1年交代で鑑賞する。
ジャズミュージック、シェイクスピア演劇、和太鼓など、毎年違った幅広いジャンルの芸術を鑑賞することが出来る。

#### 球技大会
毎年、3月の卒業式後に1､2年生のみを対象とした大会。サッカー、バスケットボール、ハンドボール、ドッジボール、バレーボール、卓球などから1種目選び、クラス対抗で争う。

#### 10周年記念式典
1995年（平成7年）10月26日に開催。ガッツ石松が講演。

#### 20周年記念式典
2005年（平成17年）11月11日に開催。ピーター・フランクルが講演。

#### 30周年記念式典
2015年（平成27年）10月29日に開催された、学校創立30年を祝う式典。歴代校長や同窓会長などが訪れ、30周年を祝った。全校生徒に沿革を示した記念冊子が配布された。
講師として渡部陽一が来校、「世界からのメッセージ －希望ある明日のために－」というテーマで講演が行われた。

## 事件・事故
2006年（平成18年）に高等学校必履修科目未履修問題が全国で表面化した際、世界史や日本史などを履修させていなかったことが愛知県教育委員会の調査により発覚した。
2017年（平成29年）6月12日に開催された知立東のつどい（文化祭）において、1年男子生徒が南館5階の男子トイレより転落する事故が発生した。転落した生徒は、発見時は意識があったものの、搬送先の病院で死亡が確認された。この事故の結果、文化祭が予定より早く切り上げられた他、翌日に予定されていた体育祭が7月10日に延期となった。